# Thomas von Danwitz

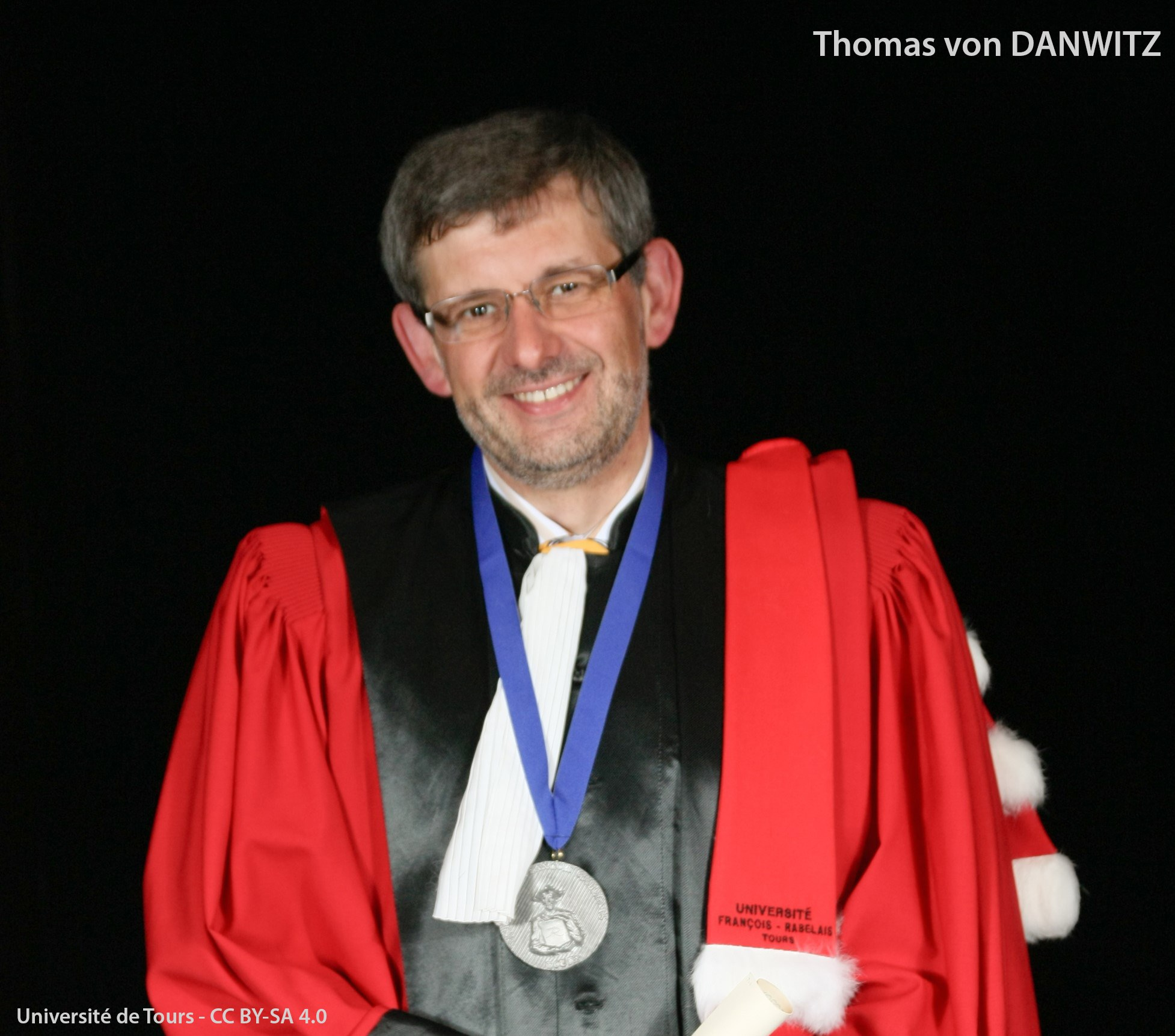
Thomas von Danwitz, 2010

Thomas von Danwitz (* 2. Mai 1962 in Bedburg/Erft) ist ein deutscher Rechtswissenschaftler, seit 2006 Richter am Europäischen Gerichtshof (EuGH) und seit 2024 dessen Vizepräsident.

## Leben
Von Danwitz studierte nach dem Abitur von 1981 bis 1986 Rechtswissenschaften, Politikwissenschaften und Neuere Geschichte an den Universitäten Bonn und Genf. Im Dezember 1986 legte er das erste, im Januar 1992 das zweite Staatsexamen ab.
Nach seiner Promotion 1988 in Bonn mit der Dissertation Die Gestaltungsfreiheit des Verordnungsgebers: zur Kontrolldichte verordnungsgeberischer Entscheidungen studierte er von 1989 bis 1990 an der École nationale d’administration (E.N.A.) in Paris mit praktischer Ausbildung beim Préfet de la Haute-Marne, am Conseil d’Etat, Paris und im Kabinett des französischen Richters am Gerichtshof der EG in Luxemburg. Im Jahre 1990 erwarb er das Diplôme International d’Administration Publique.
1996 habilitierte sich von Danwitz mit der Arbeit Verwaltungsrechtliches System und europäische Integration an der Rechts- und Staatswissenschaftlichen Fakultät der Universität Bonn, an der er seit 1992 als wissenschaftlicher Assistent tätig gewesen war. Im gleichen Jahr folgte er einem Ruf an die Ruhr-Universität Bochum auf den Lehrstuhl für Öffentliches Recht und Europarecht. Zugleich wirkte er dort als Direktor des Instituts für deutsches und europäisches Umweltrecht. Von 1998 bis 2001 war von Danwitz zudem geschäftsführender Direktor des Universitätsinstituts für Berg- und Energierecht. Im Studienjahr 2001/02 bekleidete er das Amt des Dekans der Juristischen Fakultät.
2002 lehnte von Danwitz einen Ruf an die LMU München ab und folgte 2003 einem Ruf auf den Lehrstuhl für Öffentliches Recht und Europarecht am Institut für Medien- und Kommunikationsrecht an die Universität zu Köln. 2006 wechselte er auf den Lehrstuhl für Öffentliches Recht, Europarecht, Wirtschaftsverfassungs- und Wirtschaftsverwaltungsrecht und wurde Direktor des Instituts für Öffentliches Recht und Verwaltungslehre. Von seinen Aufgaben an der Universität zu Köln ist von Danwitz seit dem 7. Oktober 2006 beurlaubt. Von 2008 bis 2012 war er als einer der Programmbeauftragten für den deutsch-französischen Magisterstudiengang Rechtswissenschaften Köln/Paris I tätig.
Von Danwitz war 2000 als Gastprofessor für Internationales Recht an der Fletcher School of Law and Diplomacy der Tufts University/Medford, MA, USA tätig. Von 2001 bis 2006 nahm er eine Gastprofessur an der Université François Rabelais in Tours sowie von 2005 bis 2006 an der Universität Paris I (Panthéon-Sorbonne) wahr. 2005 absolvierte von Danwitz einen Lehr- und Forschungsaufenthalt an der University of California in Berkeley.
Am 7. Oktober 2006 wurde von Danwitz zum Richter am Europäischen Gerichtshof in Luxemburg ernannt und war dort von Oktober 2008 bis Oktober 2009 Präsident der 8. Kammer. Im Anschluss war er vom 11. Oktober 2012 bis zum 8. Oktober 2018 Präsident der 5. Kammer des Gerichtshofes. Seitdem ist von Danwitz Richter in der 1. Kammer des Gerichtshofes. Von Danwitz wurde im Mai 2024 von der Konferenz der Vertreter der Regierungen der EU-Mitgliedstaaten zum vierten Mal zu einer sechsjährigen Amtszeit zum Richter am Europäischen Gerichtshof ernannt, die am 6. Oktober 2024 beginnt. Er ist damit der am längsten amtierende deutsche Richter am Europäischen Gerichtshof. Am 8. Oktober 2024 wurde er zum Vizepräsidenten des Gerichts gewählt.
Für seine besonderen Verdienste um die deutsch-französischen Beziehungen ehrte man ihn 2004 mit dem Nationalen Verdienstorden Frankreichs, zudem wurde ihm 2010 der akademische Grad eines doctor honoris causa der Université François Rabelais de Tours verliehen.
Er ist verheiratet und hat einen Sohn und eine Tochter.

## Schriften
- Die Gestaltungsfreiheit des Verordnungsgebers – Zur Kontrolldichte verordnungsgeberischer Entscheidungen, Verlag Duncker & Humblot, Schriften zum Öffentlichen Recht, Band 554, Berlin 1989, 227 S., ISBN 978-3-428-06573-8 (Dissertation).

- Verwaltungsrechtliches System und Europäische Integration, Verlag J.C.B. Mohr (Paul Siebeck), Schriftenreihe JuS Publicum, Band 17, Tübingen 1996, 560 S., (Habilitationsschrift), ISBN 978-3-16-146629-8.

- Europäisches Verwaltungsrecht, Enzyklopädie der Rechts- und Staatswissenschaft, Springer-Verlag Berlin 2008, 720 S., ISBN 978-3-540-79877-4.